# Мазуров, Дмитрий Петрович
Дми́трий Петро́вич Ма́зуров (род. 25 января 1976 года Ленинск, Казахская ССР) — российский предприниматель, бывший владелец Антипинского нефтеперерабатывающего завода в Тюменской области, учредитель и председатель совета директоров Группы компаний «Новый Поток» (New Stream Group), член совета директоров КБ «Интерпромбанк».

## Деятельность
Дмитрий Мазуров родился в 1976 году в г. Ленинск (Байконур). После окончания Казанского государственного университета по специальности «радиофизика» начал коммерческую деятельность при заводе Нижнекамскнефтехим (Татарстан). Через несколько лет занял должность заместителя директора в представительстве Нижнекамскнефтехим в Казани .
В 2001 году приехал в Москву, где в 2002 году учредил компанию «Нефтегазохимические технологии» (НГХТ), которая вплоть до 2006 года занималась трейдингом газового конденсата у международной компании BG Karachaganak, его переработкой на башкирских заводах и дальнейшей поставкой нефтепродуктов на российский рынок.
В 2004 году Дмитрий Мазуров основал Группу компаний New Stream. В том же году вместе с Геннадием Лисовиченко они купили выставленную на продажу установку мощностью 400 тысяч тонн в год и основали частный Антипинский нефтеперерабатывающий завод, расположившийся в промзоне Тюмени — посёлке Антипино. Строительство предприятия началось в 2005-м году, первую продукцию получили в 2006-м году. Завод стал единственным независимым от вертикально-интегрированных нефтяных компаний НПЗ, построенным с нуля в постсоветское время.
В 2010-м Дмитрий Мазуров вошёл в Совет директоров КБ Интерпромбанк. По состоянию на май 2016 года его доля в акционерном капитале банка составляла 21 %.
В 2016 году консолидированная выручка группы составила $3 млрд. В 2015 году Группа компаний New Stream приобрела Марийский НПЗ, который наряду с Антипинским НПЗ, нефтяными месторождениями в Оренбургской области, розничным и оптовым дистрибьюторами нефтепродуктов составляют активы, которыми владеет Дмитрий Мазуров.
В 2018 году избран в правление Российского союза промышленников и предпринимателей (РСПП). Сопредседатель комиссии по нефтегазовой промышленности РСПП. Также в 2018 году возглавил совет директоров New Stream Group . 
Антипинский НПЗ активно расширялся, но в 2018-2019 года стал испытывать трудности с возвратом ранее полученных банковских кредитов, и в 2019 году перешёл под контроль новых собственников.

## Арест
13 июля 2019 года в московском аэропорту был задержан бывший владелец Антипинского нефтеперерабатывающего завода Дмитрий Мазуров. Он подозревается в хищении кредитных средств Сбербанка, Промсвязьбанка и Абсолют-банка на общую сумму более $3 млрд. В окончательной редакции бизнесмену было предъявлено обвинение в присвоении 29 млн долларов, предприниматель свою вину не признал. В декабре 2023 года Дмитрий Мазуров был приговорён к 10 годам колонии строго режима.